# Marjorie Liu
Marjorie Liu, née le 16 juin 1979 à Philadelphie en Pennsylvanie, est une scénariste de bande dessinée et romancière américaine.

## Biographie
Marjorie Liu commence à écrire pour Marvel Comics en 2008 avec une mini-série de Nyx. Dans les cinq années suivantes, elle écrit plusieurs arcs consacrés à Daken, La Veuve noire et X-23, ainsi que 21 numéros d’Astonishing X-Men.
C'est cependant avec Monstress, une série de high fantasy dessinée par la Japonaise Sana Takeda et publiée par Image Comics à partir 2015, qu'elle accède au succès. Cette série vaut à ses auteurs les prix British Fantasy et Hugo de la bande dessinée en 2017, et cinq prix Eisner en 2018, dont celui de la meilleure scénariste pour Liu, qui devient la première femme lauréate dans cette catégorie, 30 ans après sa création.

## Principales publications

### SérieDémoniaque
1. Chasseurs d'ombre, J'ai lu, coll. « Darklight », 2011 ((en) The Iron Hunt, 2008)
2. L'Appel de l'ombre, J'ai lu, coll. « Darklight », 2012 ((en) Darkness Calls, 2009)
3. Ombres indomptées, J'ai lu, coll. « Darklight », 2012 ((en) A Wild Light, 2010)
4. (en) The Mortal Bone, 2011
5. (en) Labyrinth of Stars, 2014

### SérieDirk & Steele
1. L'Œil du tigre, J'ai lu, coll. « Pour elle - Mondes mystérieux », 2006 ((en) Tiger Eye, 2005)
2. Mémoire volée, J'ai lu, coll. « Pour elle - Imaginaire », 2008 ((en) Shadow Touch, 2006)
3. La Malédiction du cœur de jade, J'ai lu, coll. « Pour elle - Imaginaire », 2009 ((en) The Red Heart of Jade, 2006)
4. L'Œil des cieux, J'ai lu, coll. « Darklight », 2011 ((en) A Dream of Stone & Shadow, 2006)
5. Le Chant de l'âme, J'ai lu, coll. « Darklight », 2012 ((en) Eye of Heaven, 2006)
6. (en) Soul Song, 2007
7. (en) The Last Twilight, 2008
8. (en) The Wild Road, 2008
9. (en) The Fire King, 2009
10. (en) In the Dark of Dreams, 2010
11. (en) Within the Flames, 2011

### SérieCrimson City
Chaque volume de cette série est écrit par une écrivaine différente. Les autrices des autres volumes sont : Liz Maverick (tomes 1 et 6), Patti O'Shea (tome 3), Carolyn Jewel (tome 4) et Jade Lee (tome 5)
1. L'Odeur du loup, J'ai lu, coll. « Pour elle - Mondes mystérieux », 2007 ((en) A Taste of Crimson, 2005)Réédité sous le titre Les Chasseurs d'ombres, J'ai lu, coll. « Pour elle - Imaginaire », 2008

### SérieX-Men
1. Le Miroir obscur, Huginn & Muninn, 2017 ((en) Dark Mirror, 2006)

### Recueil de nouvelles
- (en) Armor of Roses and The Silver Voice, 2011
- (en) The Tangleroot Palace, 2021

### Bande dessinée
Comics books
- Nyx : No Way Home no 1-6, Marvel, 2008-2009.
- Dark Wolverine no 75-90 (co-écrit avec Daniel Way), Marvel, 2009-2010.
- Black Widow, vol. 4, no 1-5, Marvel, 2010.
- Daken : Dark Wolverine no 1-9 (co-écrit avec Daniel Way), Marvel, 2010-2011.
- X-23, vol. 3, no 1-21, Marvel, 2010-2012.
- Astonishing X-Men, vol. 3, no 48-68, Marvel, 2012-2013.
- Star Wars : Han Solo, no 1-6, Mavel, 2016-2017.
- Monstress, no 1-3, Image, depuis 2015.

## Distinctions
- 2017 :
  -  Prix British Fantasy de la meilleure histoire graphique pour Monstress, t. 1 : L'Éveil (avec Sana Takeda)
  -  Prix Hugo de la meilleure histoire graphique pour Monstress, t. 1 : L'Éveil (avec Sana Takeda)
- 2018 : 
  -  Prix British Fantasy de la meilleure histoire graphique pour Monstress, t. 2 : La Quête (avec Sana Takeda)
  - Prix Eisner de la meilleure série (avec Sana Takeda), de la meilleure publication pour adolescents (avec Sana Takeda) et de la meilleure scénariste pour Monstress
  -  Prix Hugo de la meilleure histoire graphique pour Monstress, t. 2 : La Quête (avec Sana Takeda)
  -  Prix Harvey du meilleur livre de l'année pour Monstress (avec Sana Takeda)
- 2019 : 
  -  Prix Hugo de la meilleure histoire graphique pour Monstress, t. 3 : Erreur fatale (avec Sana Takeda)
- 2023 :  Prix Eisner du meilleur album The Night Eaters, t. 1 : She Eats the Night (avec Sana Takeda)[1]